# Ana de Austria
Ana de Austria (în spaniolă Ana María Maurícia; n. 22 septembrie 1601, Valladolid, Coroana Castiliei – d. 20 ianuarie 1666, Paris, Regatul Franței), aparținând Liniei spaniole a Casei de Habsburg, a fost regină a Franței și Navarei, prin căsătoria cu regele Ludovic al XIII-lea și regentă (1643–1651) pentru fiul său, Ludovic al XIV-lea. În timpul regenței ei, Cardinalul Mazarin a fost prim-ministru. A fost unul dintre personajele principale ale romanului Cei trei mușchetari scris de Alexandre Dumas.

## Primii ani

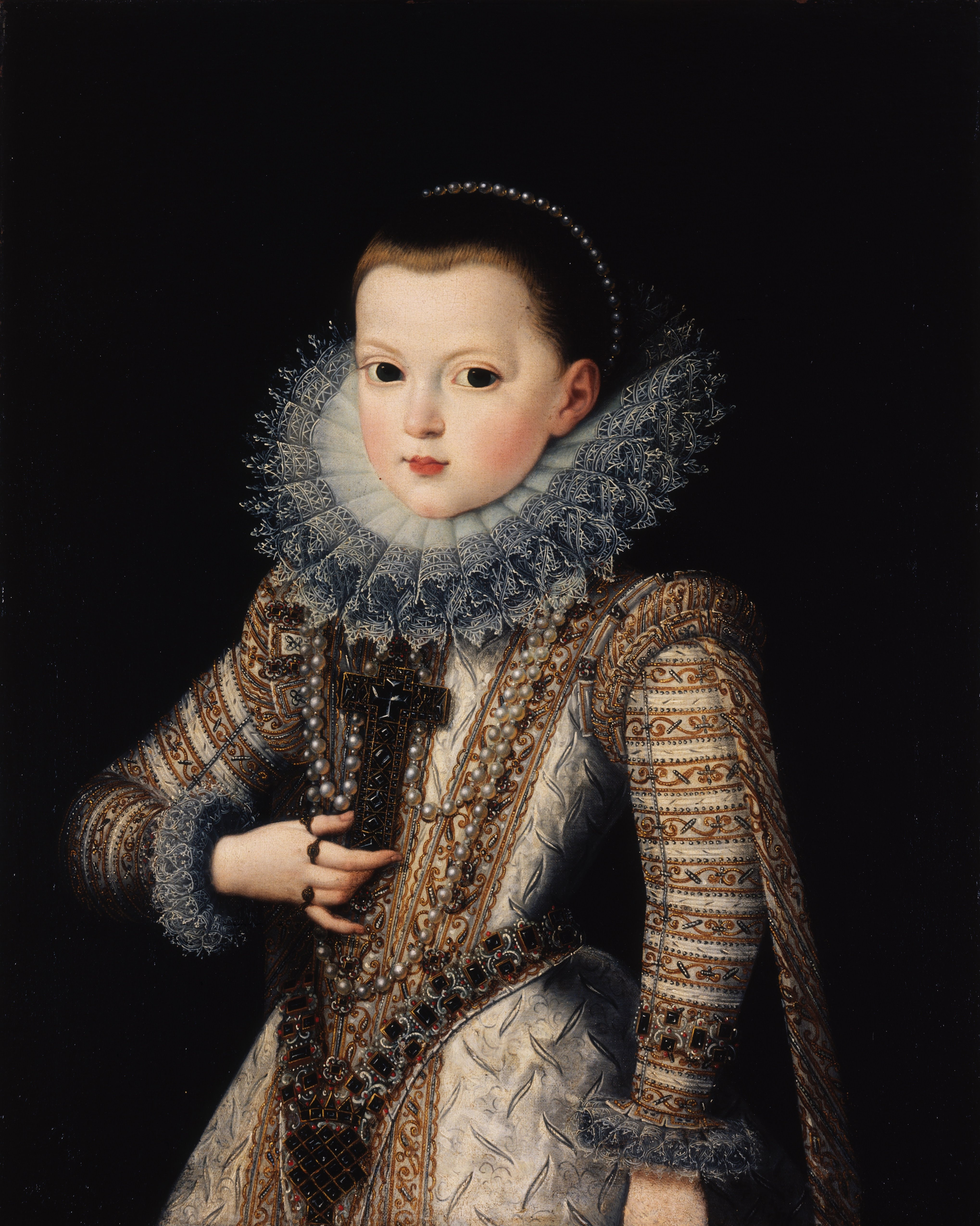
Ana la vârsta de șase ani, 1607.

Născută în palatul Benavente din Valladolid, Spania și botezată Ana María Mauricia, a fost fiica regelui Filip al III-lea al Spaniei și a arhiducesei Margareta de Austria. Prin naștere, ea a purtat titlul de Infantă a Spaniei, Infantă a Portugaliei, arhiducesă de Austria, principesă a Burgundiei și a Țărilor de Jos.
Ana a fost crescută în principal la Palatul Regal din Madrid. În mod neobișnuit, Ana a crescut aproape de părinții ei și a trăit o viață relativ calmă și ordonată, în comparație cu alți copii regali. Părinții ei au fost foarte religioși și ea, prin urmare, a fost crescută la fel; în timpul copilăriei a vizitat deseori mănăstiri. În 1611 ea și-a pierdut mama, care a murit în timpul nașterii; în ciuda durerii ei, Ana s-a îngrijit de frații ei mai mici, care o numeau cu afecțiune „mamă”.
Ana a avut patru frați mai mici: viitorul rege Filip al IV-lea al Spaniei, viitoarea împărăteasă a Sfântului Imperiu Roman Maria Ana a Spaniei, arhiducele Carol de Austria și Ferdinand, principe de Spania.
La nașterea ei, tatăl era rege al Spaniei de trei ani. Bunicii paterni au fost regele Filip al II-lea al Spaniei și arhiducesa Ana de Austria. Bunicii materni au fost arhiducele Carol al II-lea de Austria și arhiducesa Maria Ana de Bavaria.

## Viața la curtea Franței

### Căsătoria

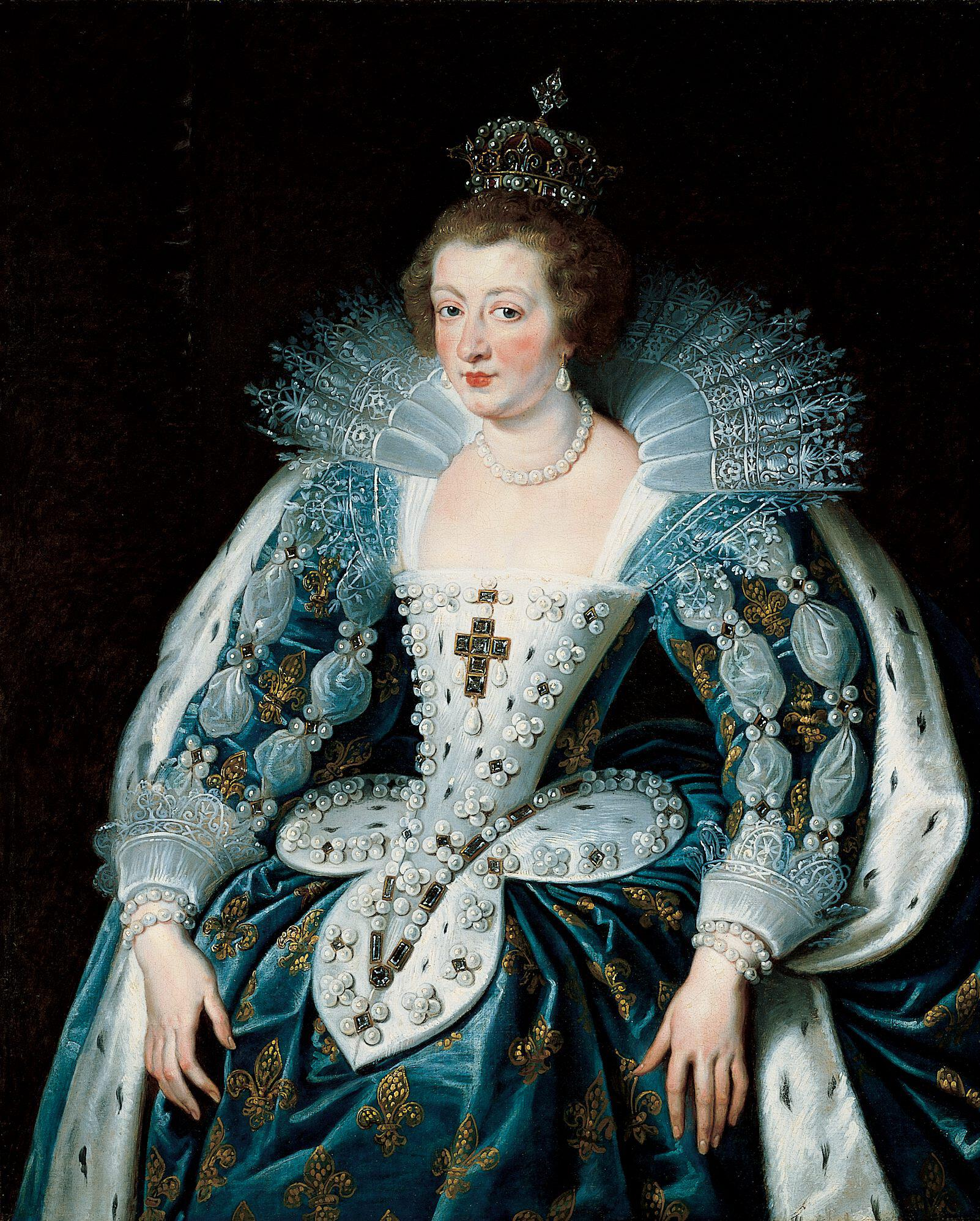
Portret al Annei de Austria de Peter Paul Rubens, circa 1622-1625

La vârsta de 11 ani a fost logodită cu Ludovic al XIII-lea, fiul cel mare al regelui Henric al IV-lea al Franței și Navarei și a Mariei de Medici. Tatăl ei i-a dat o zestre de 500 000 coroane și numeroase bijuterii. De teamă că Ludovic al XIII-lea ar putea muri mai devreme, curtea spaniolă a stabilit ca ea să se întoarcă în  Spania cu zestrea ei, dacă soțul ei ar fi murit. Înainte de căsătorie, Ana a renunțat la drepturile succesorale pentru ea și descendenții ei din căsătoria cu Ludovic conform unei dispoziții prin care ea și-ar fi reluat drepturile dacă ar fi rămas văduvă fără copii.
Nunta a avut loc la 18 octombrie 1615 la Burgos. În aceeași zi la Bordeaux, Elisabeta, sora lui Ludovic al XIII-lea s-a căsătorit cu infantele Filip, fratele Anei, viitorul Filip al IV-lea al Spaniei. În Franța, căsătoria Anei de Austria cu Ludovic al XIII-lea a fost celebrată la Bordeaux pe 21 noiembrie 1615. Aceste căsătorii au fost încheiate conform tradiției alianțelor militare și politice dintre Franța și Spania.
Ana și Ludovic, amândoi în vârstă de 14 ani, au fost îndemnați să consume căsătoria în scopul de a preveni orice posibilitate de anulare a acesteia, însă Ludovic și-a ignorat mireasa. Mama lui Ludovic, Maria de Medici, a continuat să cârmuiască în calitate de regină a Franței fără nici un respect pentru nora sa. Ana înconjurată de suita ei spaniolă a continuat să trăiască potrivit etichetei din Spania și nu a reușit să-și îmbunătățească franceza.

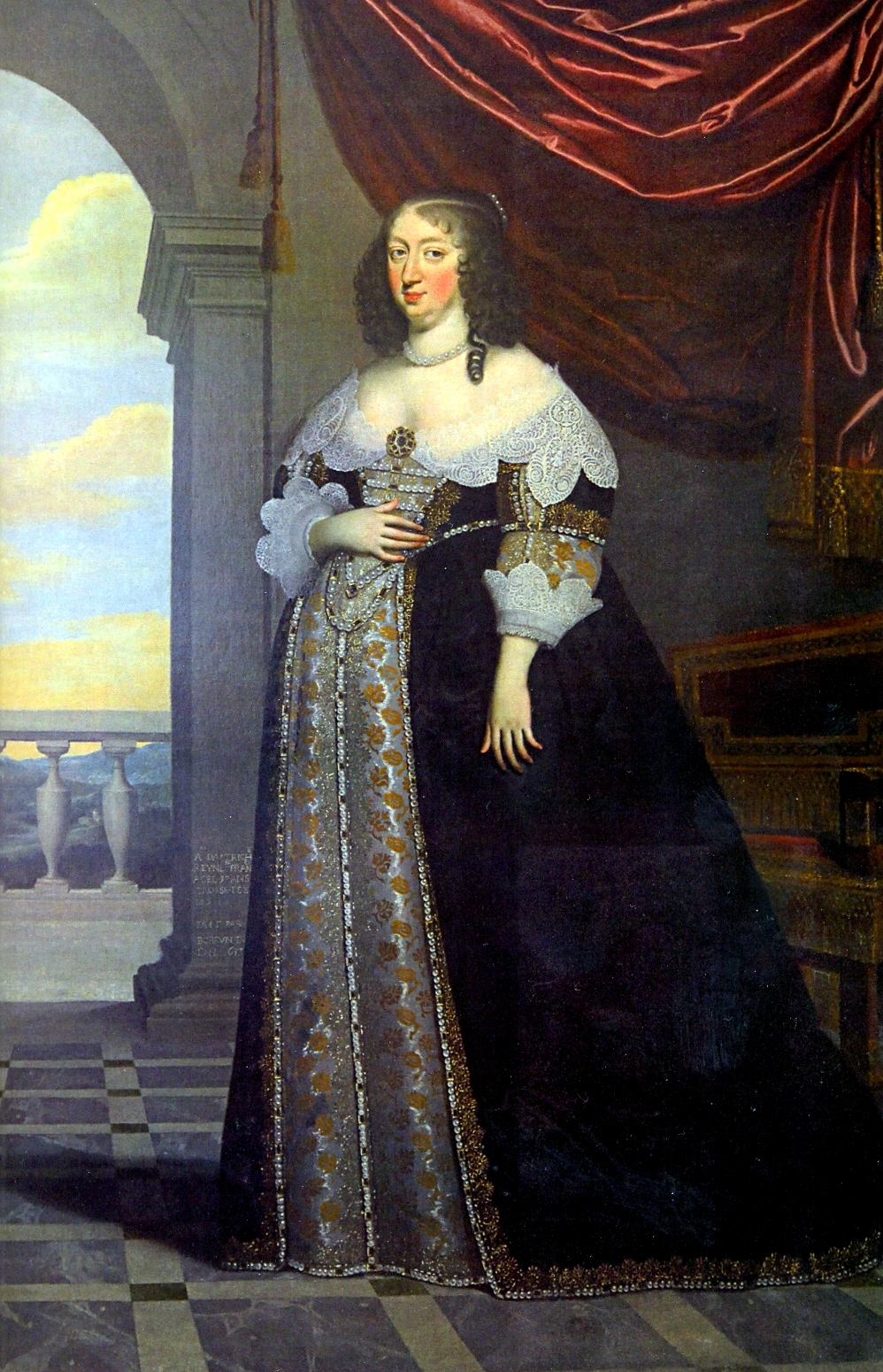
Ann de Austria însărcinată în opt luni cu Ludovic al XIV-lea

În 1617 Ludovic a conspirat cu Charles d'Albert, ducele de Luynes, să iasă de sub influența mamei sale, printr-o lovitură de palat, preferând să-l asasineze pe favoritul reginei, Concino Concini, la 26 aprilie în același an. Ducele de Luynes a încercat să remedieze distanța formală între Ludovic și regina lui. A trimis acasă doamnele de onoare spaniole și le-a înlocuit cu altele franceze, ca prințesa de Conti și soția sa, Marie de Rohan-Montbazon. Ana a început să se îmbrace în stil francez, iar în 1619 Luynes l-a presat pe rege să consume căsătoria sa cu regina. Seria de avorturi care a urmat, l-a dezamăgit pe rege și a deteriorat relația lor.
La 14 martie 1622, în timp ce se juca cu doamnele ei de companie, Ana a căzut pe scări și a suferit un avort. Ludovic a învinovățit-o pe Ana și a fost furios pe Madame de Luynes că a încurajat-o pe regină în ceea ce el a numit neglijență. Atenția regelui a fost monopolizată de războiul dus împotriva protestanților, în timp ce regina a apărat recăsătorirea însoțitoarei ei preferate, Marie de Rohan, centrul tuturor intrigilor curții, cu iubitul ei, Claude, duce de Chevreuse, în 1622.
Sub influența ducesei de Chevreuse, regina s-a lăsat atrasă în opoziția politică împotriva lui Richelieu și s-a implicat în multe intrigi împotriva politicii duse de acesta. În 1635 Franța a declarat război Spaniei plasând-o pe regină într-o poziție dificilă. Corespondența ei secretă cu fratele ei, Filip al IV-lea al Spaniei, a trecut dincolo de afecțiunile între frați. În august 1637 Ana stârnise atâta suspiciune încât Richelieu a  forțat-o să semneze convenții cu privire la corespondența ei, care era oricum deschisă pentru inspecție. Ducesa de Chevreuse a fost exilată și forțată să nu mai interacționeze cu regina.
Surprinzător într-un astfel de climat de neîncredere, regina a rămas însărcinată încă o dată, o circumstanță pe care bârfa contemporană a atribuit-o singurei seri cu furtună puternică ce îl împiedicase pe Ludovic să călătorească la Saint-Maur și astfel își petreacuse noaptea cu regina. Ludovic al XIV-lea s-a născut la 5 septembrie 1638, asigurând continuarea Liniei bourbonilor. Pe atunci Ana avea 37 de ani. Nașterea celui de-al doilea fiu a restabilit încrederea în cuplul regal. La Saint-Germain-en-Laye, Ana l-a născut pe ducele Filip de Orleans, Duce de Anjou și fondator al Casei de Orléans.

### Regentă a Franței
După decesul soțului ei, Ana a fost numită regentă în ciuda dorințelor soțului ei. Cu ajutorul lui Pierre Séguier, în Parlamentul de la Paris, ea a revocat dorința ultimului rege care îi limita puterile. Fiul ei în vârstă de patru ani a fost încoronat drept regele Ludovic al XIV-lea al Franței. Ana și-a asumat regența, dar spre surpriza generală, ea a încredințat guvernul Cardinalului Mazarin, care fusese un protejat al Cardinalului Richelieu. Mazarin a părăsit hotelul Tuboeuf unde stătea și și-a ales o reședință la Palais Royal lângă regina Ana.
Cu ajutorul lui Mazarin, Ana a înăbușit revolta aristocraților condusă de Ludovic al II-lea de Bourbon, care a devenit cunoscută sub numele de Frondă. În 1651, când fiul ei Ludovic al XIV-lea a devenit major, regența ei a luat sfârșit. Totuși, ea a deținut multă putere și influență asupra fiului ei până la moartea lui Mazarin.

## Descendenți
Din căsătoria Anei cu Ludovic au rezultat următorii copii:
- copil nenăscut (decembrie 1619)
- copil (n./d. 14 martie 1622); s-a spus că a trăit până la naștere
- copil nenăscut (1626)
- copil nenăscut (aprilie 1631)
- Ludovic al XIV-lea (16381715), rege al Franței (1643–1715).
- Filip al Franței (1640–1701), duce de Orléans (1660–1701)